# Škrljevo (Słowenia)
Škrljevo – wieś w Słowenii, w gminie Šentrupert. W 2018 roku liczyła 84 mieszkańców.